# Tanit (traghetto)
Il Tanit è un traghetto appartenente alla compagnia di navigazione tunisina CoTuNav, tra i più grandi in servizio nel Mediterraneo.

## Caratteristiche
Il Tanit, lungo 212 metri e largo 30 e con una stazza lorda di 52.645 tonnellate, è in grado di trasportare un massimo di 3200 passeggeri e 1060 auto. È inoltre in grado di raggiungere una velocità massima di 30 nodi, raggiungibile grazie alla spinta dei suoi quattro motori diesel MAN 12 cilindri. Come previsto dalle norme SOLAS per navi passeggeri, il traghetto è caratterizzato dall'avere due sale macchine separate, soluzione già adottata in precedenza su diverse navi militari, sui transatlantici italiani Michelangelo e Raffaello e, nei traghetti delle classi Bithia e Nuraghes. Questa caratteristica permette alla sala macchina di rimanere operativa anche in caso di incendi o incidenti in uno dei due locali apparato motore.

## Servizio
Ordinato il 29 luglio 2010 dalla CoTuNav al cantiere navale Daewoo Shipbuilding & Heavy Machinery Ltd di Okpo con il nome di Hannibal, viene tuttavia varato con il nome di Tanit il 26 novembre 2011. Il 29 maggio 2012 viene consegnato alla compagnia tunisina ed il giorno successivo salpa per La Goletta, dove giunge il 16 giugno.
Il 22 giugno 2012 prende servizio nei collegamenti tra Marsiglia, Tunisi e Genova in sostituzione dell'Habib.
Nel settembre del 2016 viene noleggiato al cantiere navale Navantia di Cadice ed impiegato come hotel galleggiante per ospitare i lavoratori impiegati nei lavori di ristrutturazione del Disney Wonder. Nell'ottobre successivo torna regolarmente in servizio per la CoTuNav.
Da marzo ad aprile 2019 viene di nuovo noleggiato al cancantiere navale Navantia di Cadice ed impiegato come hotel galleggiante per ospitare i lavoratori impiegati nei lavori di ristrutturazione del Carnival Triumph.

## Significato del nome
Nell'antichità Tanit era la divinità più venerata a Cartagine, dea protettrice della città.

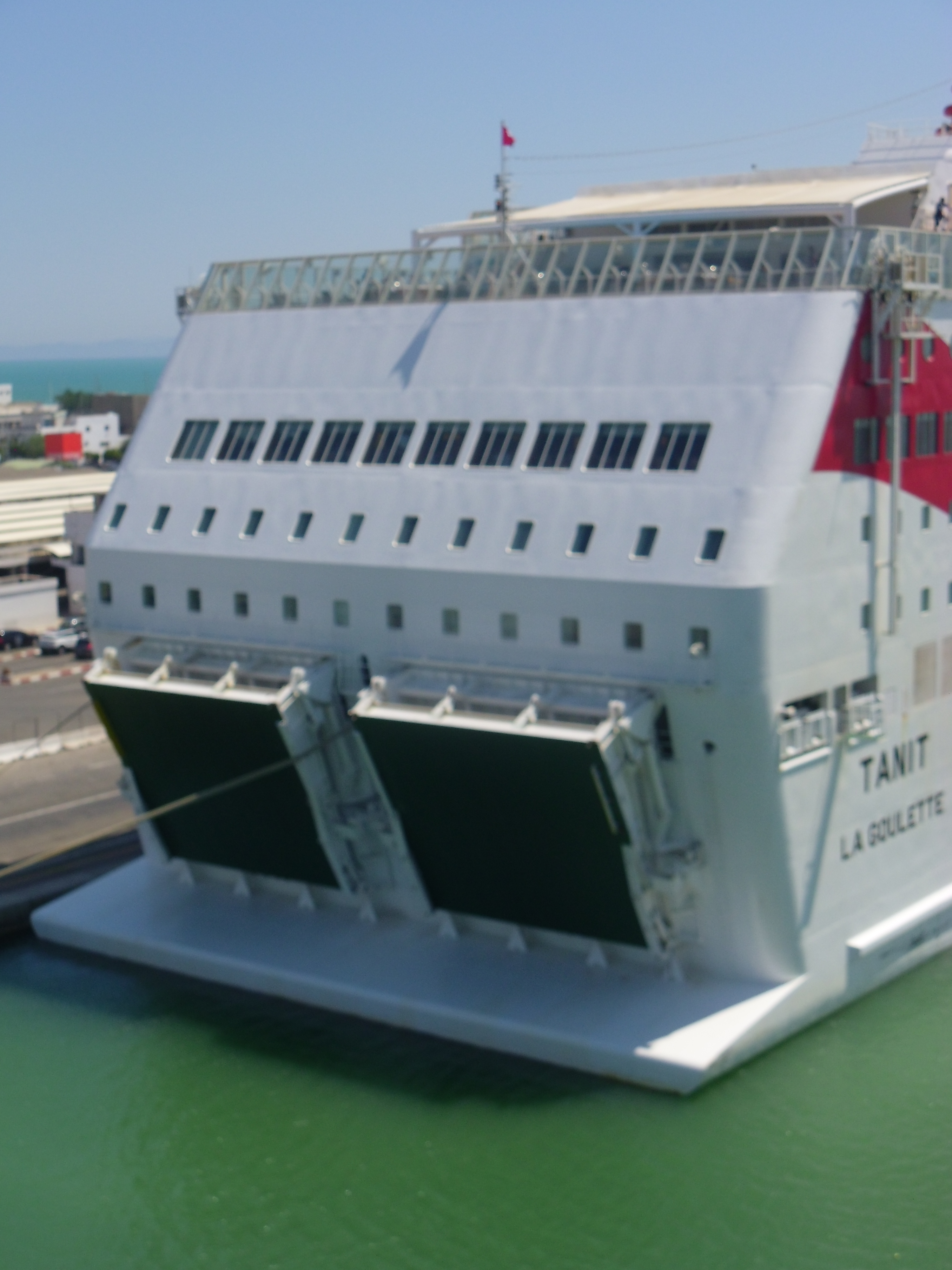
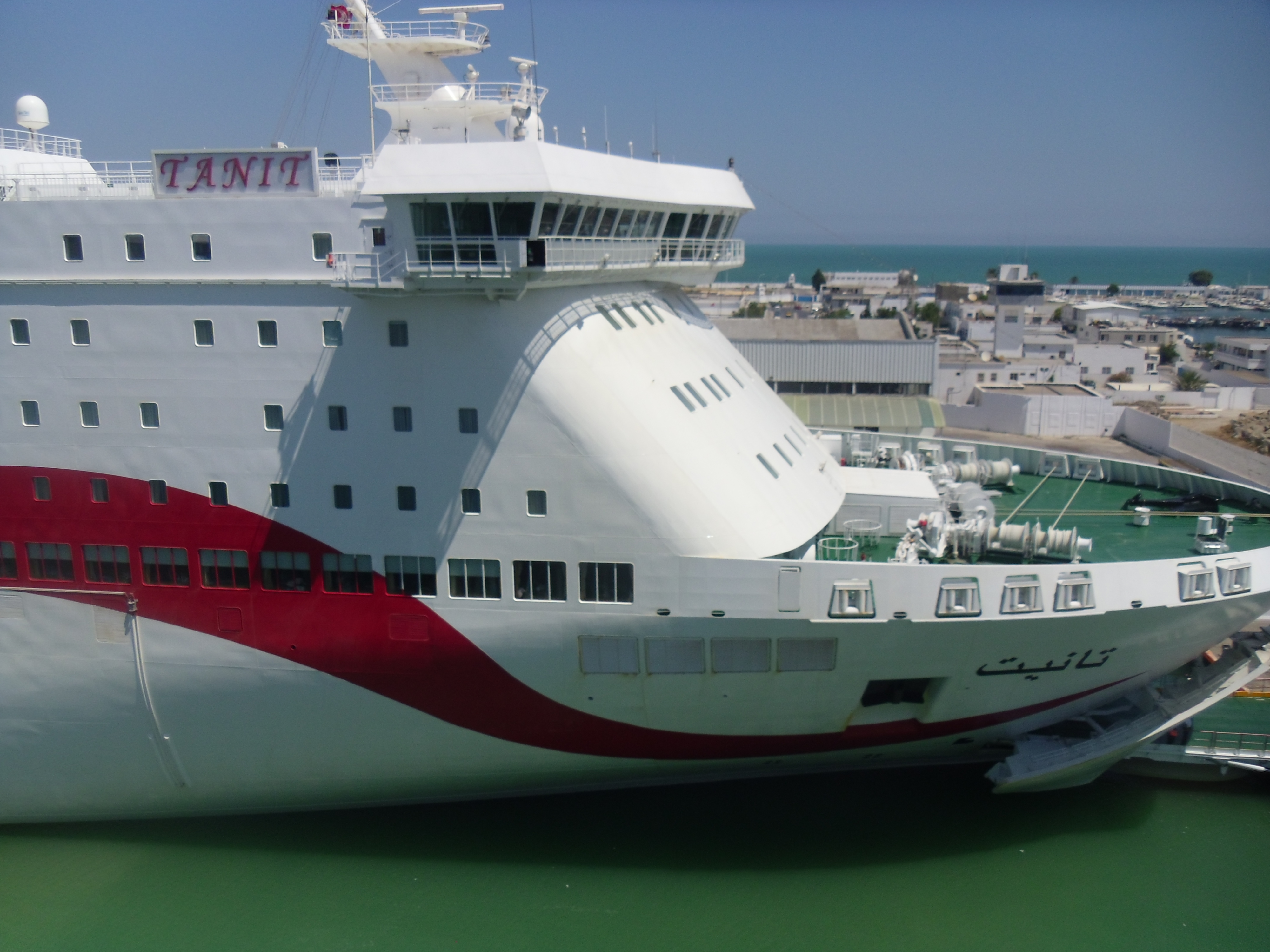
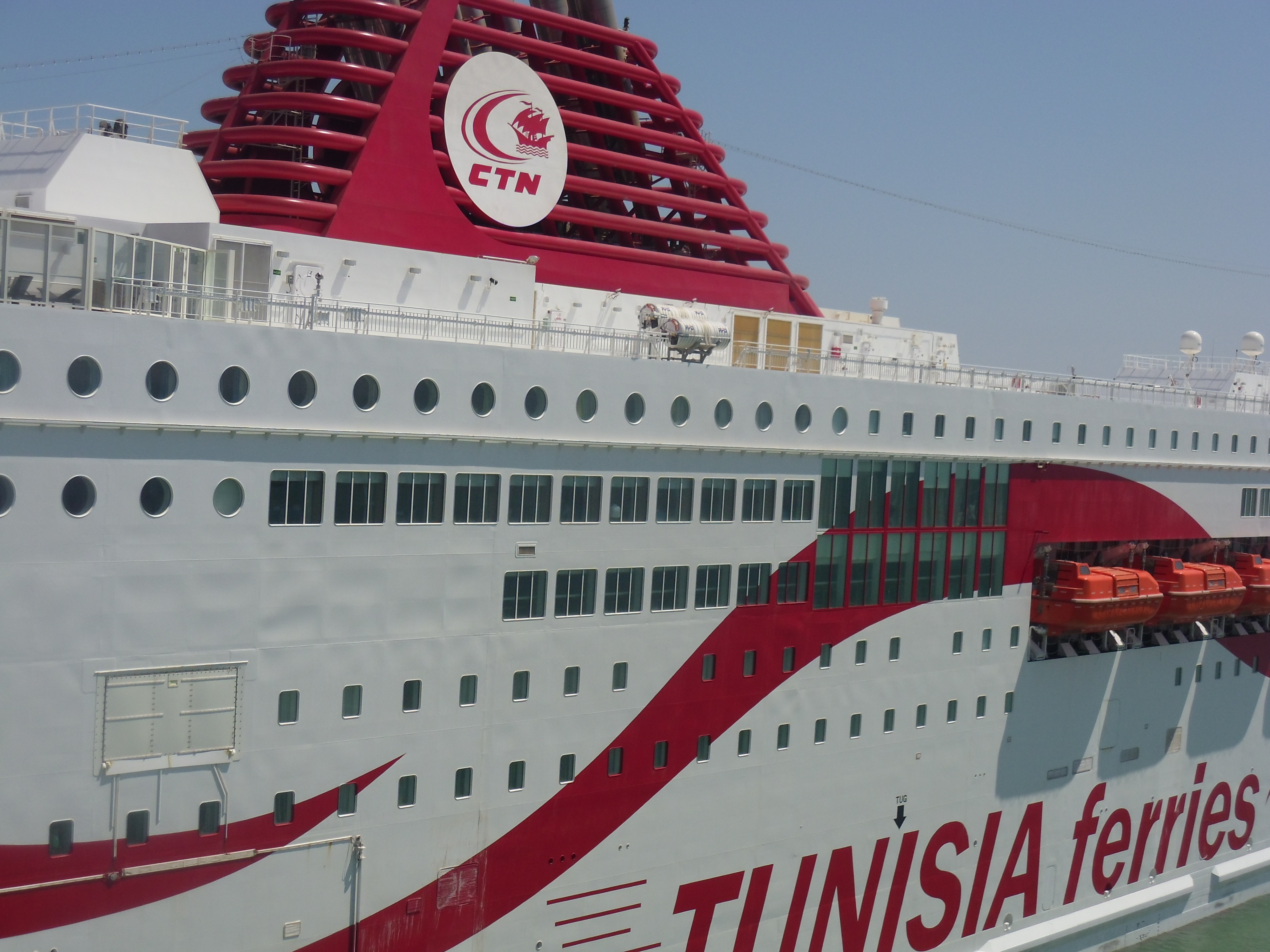
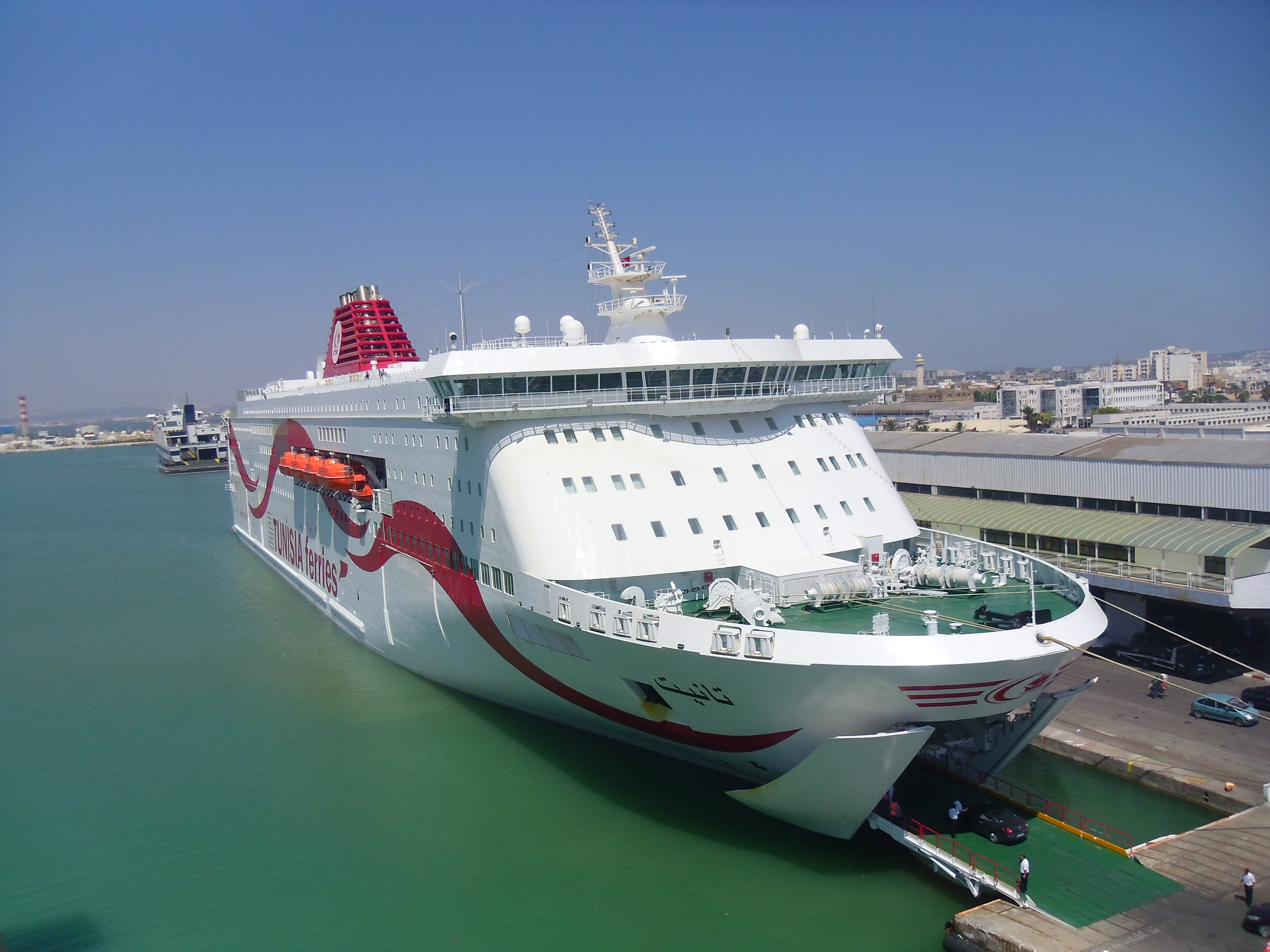
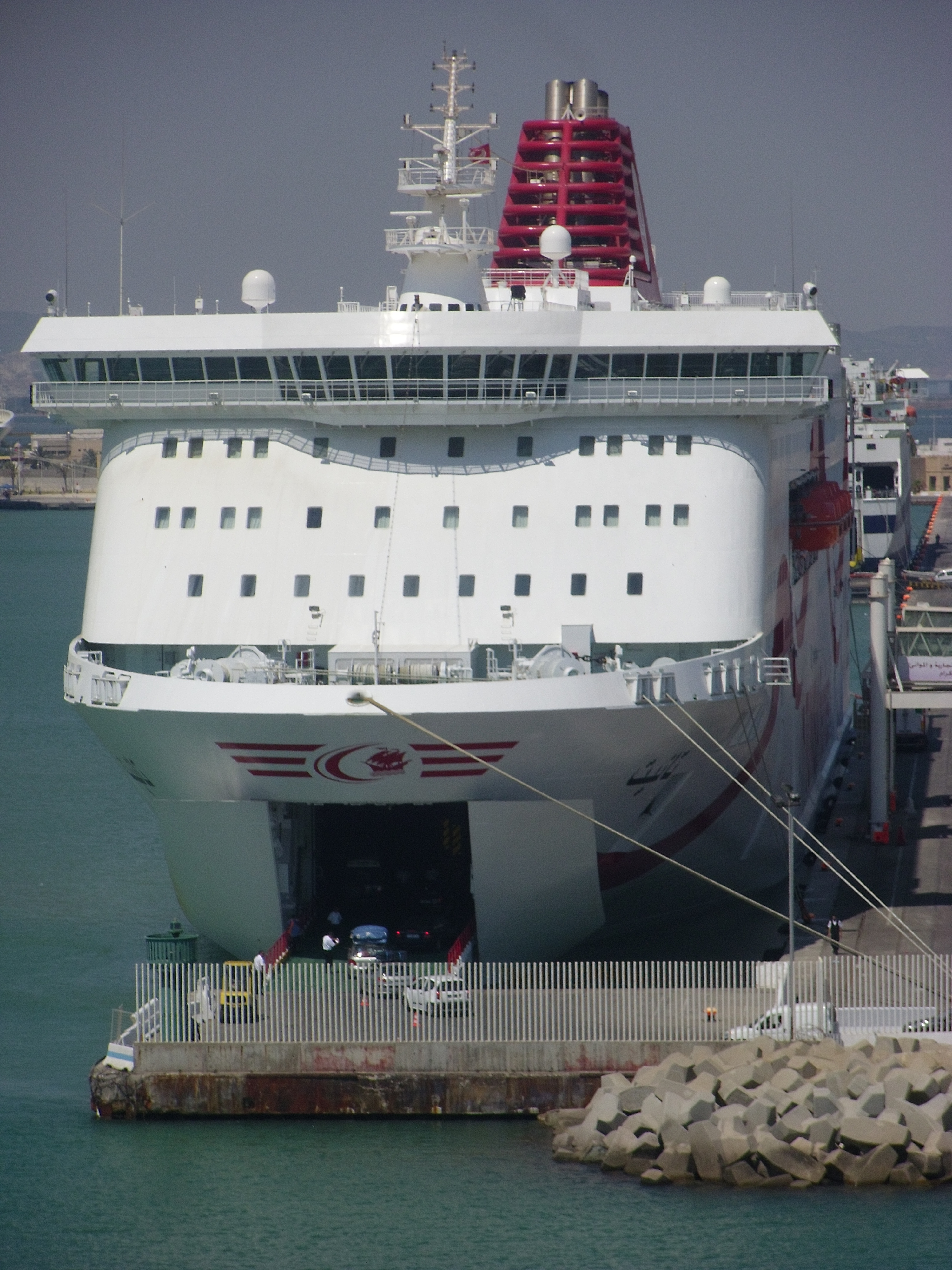
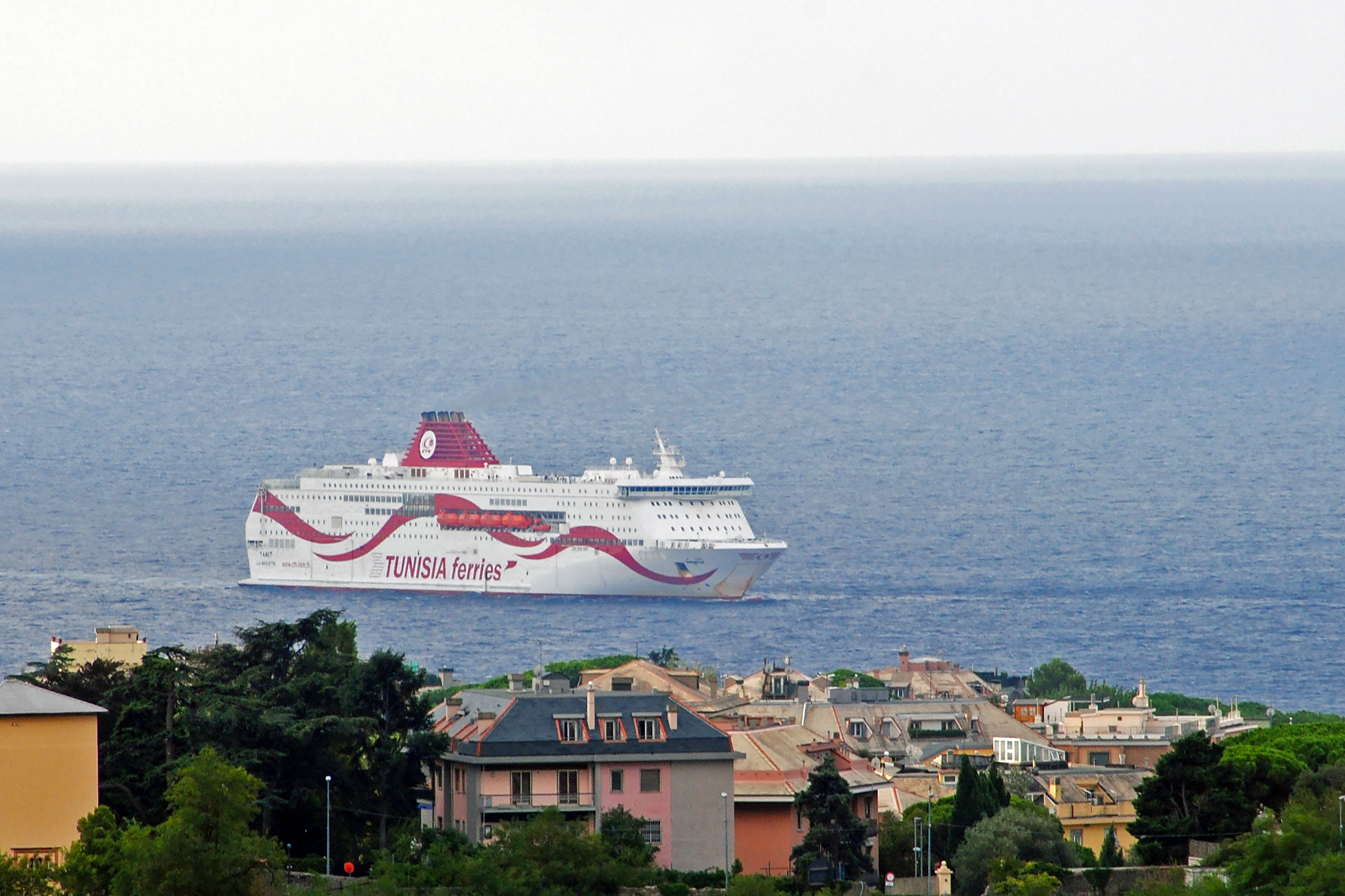